# Pachyanthus lundellianus
Pachyanthus lundellianus là một loài thực vật có hoa trong họ Mua. Loài này được (L.O. Williams) Judd & Skean mô tả khoa học đầu tiên năm 1991.